# Tényő
Tényő es un pueblo húngaro perteneciente al distrito de Győr en el condado de Győr-Moson-Sopron, con una población en 2013 de 1494 habitantes.
Se conoce su existencia desde principios del siglo XIII, cuando se menciona como una aldea dependiente de la abadía de Pannonhalma. El asentamiento medieval fue destruido en las invasiones turcas de los siglos XVI-XVII y el pueblo actual data de 1714, cuando la abadía repobló el asentamiento con exenciones fiscales. En 1753 se construyó la iglesia católica del pueblo, dedicada a la Virgen María. La viticultura ha marcado la historia de la localidad, albergando en sus alrededores construcciones tradicionales relacionadas con dicha actividad, como bodegas y casas de campo. Entre 1977 y 1990, compartió consejo local con el vecino pueblo de Sokorópátka.
Se ubica unos 10 km al sur de la capital condal Győr.